# Катастрофа спејс-шатла Колумбија
32° 57′ 22″ N 99° 2′ 29″ W / 32.95611° С; 99.04139° З
Катастрофа спејс-шатла Колумбија догодила се 1. фебруара 2003. године у 8:59 часова по локалном времену када се спејс-шатл Колумбија у потпуности распао и сагорео у Земљиној атмосфери, при чему је страдало свих седам чланова посаде. 
Ова катастрофа је била већ друга у оквиру Насиног програма Спејс-шатл, после Челенџера. 
Након катастрофе, летови програма Спејс-шатл обустављени су на више од две године, као што су били и после катастрофе Челенџера. Изградња Међународне свемирске станице (ИСС) била је заустављена; станица се у потпуности ослањала на руску државну свемирску корпорацију Роскосмос током поновног снабдевања у трајању од 29 месеци, све док се летови програма нису наставили, почевши са STS-114.

## Чланови посаде
- Командир Рик Даглас Хазбенд, астронаут, пилот, ожењен, отац двоје деце. Рођен је 12. јула 1957. у држави Тексас (САД). Имао је два лета, у свемиру провео 25,74 дана.
- Вилијам Камерун Мекул, астронаут, пилот, техничар. Рођен 23. септембра 1961. у Калифорнији (САД). Имао је један свемирски лет. У свемиру провео 15,94 дана.
- Мајкл Филип Андерсон, физичар, члан војске САД ожењен, рођен 25. децембра 1959. у Њујорку (САД). Имао је два лета у свемиру у коме је укупно проверено 24,77 дана.
- Др Калпана Чавла, астронаут, свемирски инжењер удата, рођена 1. јула 1961. у Индији. Два пута је летеле у свемиру, у коме је била укупно 31,63 дана.
- Дејвид Мекдавел Браун, астронаут, капетан морнарице САД, хирург, неожењен, рођен 16. априла 1956. у Вирџинији (САД). Имао један лет у свемир у коме је провео 15,94 дана
- Лорел Блер Салтон Кларк, астронаут, удата, једно дете. рођена 10. марта 1961. у Ајови (САД). Имала је један лет у свемир у коме је доказано 15,94 дана
- Илан Рамон, први израелски астронаут, пилот, ожењен, четворо деце. Рођен 20. јуна 1954. у Израелу. Један лет у свемир у коме је провео 15,94 дана.